# Dębowa Góra (Sosnowiec)
Dębowa Góra to centralna, historyczna dzielnica Sosnowca.
Graniczy od północy z Sielcem, od wschodu z Dańdówką i Niwką, od południa z Modrzejowem a od zachodu z Radochą i ze Śródmieściem (właściwie z historyczną Ostrą Górką), którą to granicę wyznacza przepływająca tutaj rzeka Czarna Przemsza. 
Przecięta torowiskiem historycznej Kolei Iwangorodzko-Dąbrowskiej, nie posiadającym tutaj stacji. 
W dzielnicy wyodrębnia się:
- Kolonia Staszic
- Kolonia Ludmiła
- Ludwik
- os. Nowa Wanda

## Historia
- 1850 – powstała kopalnia "Hrabia Fryderyk"
- 1863 – powstały kopalnie "Ludmiła" i "Graf Andreas"
- 1880 - powstała kopalnia „Joanna Fryderyka”
- 1881 – uruchomiono "Fabrykę Lin i Drutu"
- 1881 - zatopiono kopalnię "Ludmiła" i połączoną z nią kopalnię "Hrabia Fryderyk"[1]
- 1883 – huta "Puszkin" rozpoczęła produkcję
- 1892 - zlikwidowano kopalnię "Graf Andreas"
- 1915 – wieś została przyłączona do Sosnowca
- 1922 - zlikwidowano kopalnię "Joanna Fryderyka" (nazywaną wówczas "Dzienna 1")[2]
- 1934, 1 maja – uruchomienie pierwszego połączenia tramwajowego na trasie Sielec – Milowice
- 1938, 1 sierpnia – uruchomienie pierwszego połączenia autobusowego na trasie Śródmieście Sosnowca – Mysłowice
- 1972 - zbudowano nowy kompleks Zakładów Dziewiarskich "Wanda"[3]
- 1982 - erygowano parafię św. Franciszka z Asyżu
- 1987 - poświęcenie nowego kościoła przez abp. Stanisława Nowaka[4]
- 1993 - w pokopalnianym przedszkolu (ochronce) przy ul. Mikołajczyka 55 powstały warsztaty terapii zajęciowej dla osób niepełnosprawnych, prowadzone przez Fundację im. Brata Alberta[5].